# 영의정하연부부영정
영의정하연부부영정(領議政河演夫婦影貞)은 대한민국 경상남도 합천군 야로면, 진양 하씨 문중에 있는, 조선시대 하연(1376∼1453) 선생과 그 부인 성산 이씨의 영정이다. 1999년 8월 6일 경상남도의 문화재자료 제278호로 지정되었다.

## 개요
하연(1376∼1453) 선생과 그 부인 성산 이씨의 영정이다. 조선 세종 때 문신으로 대제학을 거쳐 영의정을 지낸 인물이다.
선생의 아들 하우명이 선생의 묘소 옆 영당에 영정을 모셔 놓고 아침 저녁으로 인사를 드렸다고 전한다. 그 후 선조 41년(1608)에 신천서원 안 사당으로 옮겼다가 대원군의 서원철폐령으로 지금의 장소에 사당을 옮겨 지으면서 영정도 함께 옮겨와 오늘에 이르고 있다.
영정은 나름대로 영정의 기본을 갖추고 있고 특히 다른 곳에서는 보기드문 부인의 모습이 나란히 모셔져 있는 점이 특색이다. 그 기법이나 재료의 질감으로 보아 다시 그려진 것 같으며 그 조성시기는 130∼180여 년 정도로 추정된다. 지금은 선생의 아들 하우명의 영정도 함께 보관되어 있다.

## 같이 보기
- 하연

## 참고 자료
- 영의정하연부부영정 - 국가유산청 국가유산포털